# Filmkunstfest Mecklenburg-Vorpommern

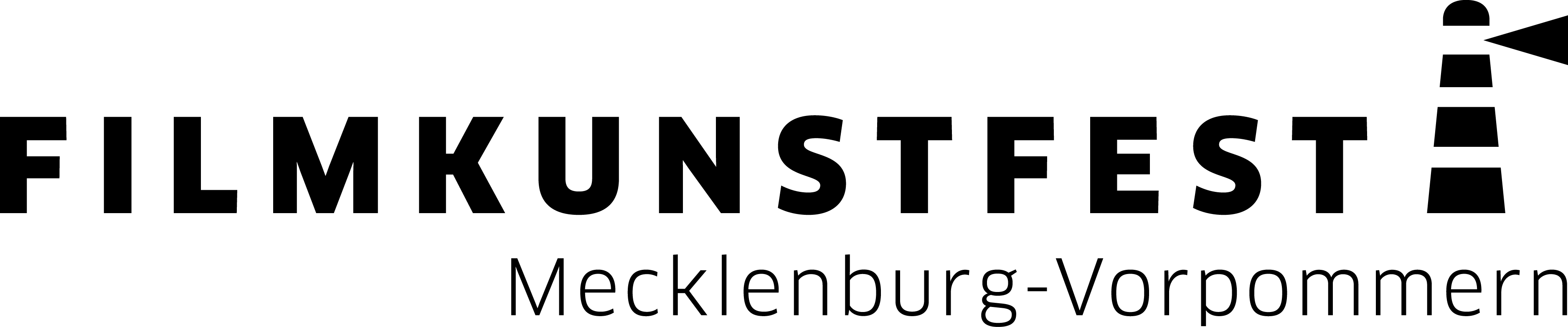

Das Filmkunstfest Mecklenburg-Vorpommern (Eigenschreibweise seit 2016: FILMKUNSTFEST MV; zuvor: filmkunstfest Mecklenburg-Vorpommern oder filmkunstfest M-V) ist ein seit 1991 jährlich Anfang Mai stattfindendes Filmfestival in Schwerin in Mecklenburg-Vorpommern (bis 2007 als Filmkunstfest Schwerin). Es gilt mit bis zu 19.000 ausgegebenen Tickets als eines der großen Publikumsfestivals in den Neuen Bundesländern. Veranstalter des Filmkunstfest MV ist die in Schwerin ansässige FILMLAND MV gGmbH, die auch für die Organisation der „Schulkinowochen MV“ und die seit zwei Jahren stattfindende Verleihung des Kinokulturpreises MV für Filmtheater mit einer besonderen Programmgestaltung verantwortlich zeichnet.

## Veranstalter und Veranstaltungsorte
Das Filmkunstfest Mecklenburg-Vorpommern ist seit 2007 der Nachfolger vom FilmKunstFest Schwerin, das im Wendejahr 1991 von norddeutschen Filmemachern ins Leben gerufen wurde. Das Festival umfasst bis zu einhundert längere und kurze Filme in zehn verschiedenen Sektionen und findet traditionell in der ersten Maiwoche des Jahres in der Landeshauptstadt Schwerin statt. Hauptspielstätte ist das Schweriner Kino Capitol. Weitere Veranstaltungen wie Konzerte, Lesungen oder Ausstellungen finden u. a. an weiteren Schauplätzen der Landeshauptstadt statt, z. B. in den Schweriner Höfen, im Schleswig-Holstein-Haus, dem Schweriner Dom, dem E-Werk, dem „Speicher“ und im Ruderhaus am Schweriner See statt. Aufgrund der Corona-Viruspandemie fand das Filmkunstfest MV als eines der ersten Filmfestivals überhaupt unter dem Motto #FilmkunstzuHause als reine Online-Ausgabe statt, wobei 29 Filmprogramme mit 50 langen und kurzen Filmen zwischen dem 5.–10. Mai 2020 als Streams abrufbar waren. Alle Filmsektionen, die Teil des Filmkunstfests MV sind, waren auch im Online-Angebot enthalten: Das Filmkunstfest MV richtet vier Wettbewerbsprogramme in den Bereichen Spielfilm, Dokumentarfilm, Kinder- und Jugendfilm und Kurzfilm aus. Zugelassen sind Kinoproduktionen aus Deutschland, Österreich und der Schweiz sowie Koproduktionen mit diesen Ländern. Filme, die nicht in einer deutschen Fassung vorliegen, müssen mit deutschen Untertiteln versehen sein.
Die Preise werden von professionellen Fachjurys bzw. einer Jugendjury vergeben. Bestandteile des Festivalprogramms sind außerdem die Hommage für den Ehrenpreisträger, aktuelle Filme eines Gastlandes, das jährlich wechselt, der Focus Baltic Sea mit Produktionen aus den Ländern der Ostseeregion, die Filmreihe mit DEFA-Produktionen und die Reihe ‚Gedreht in MV‘. Beim Festival werden 13 Preise von verschiedenen Stiftern, zum Beispiel der Staatskanzlei Mecklenburg-Vorpommern, den Landeshauptstadt Schwerin, den Stadtwerken Schwerin oder dem NDR in einer Gesamthöhe von 40.000 Euro vergeben. Zuletzt ist der Preis für die beste Bildgestaltung in einem Dokumentarfilm – gestiftet von der Sparkasse Mecklenburg-Schwerin – hinzugekommen, außerdem werden während des Festivals auch Stipendien für Drehbuchautoren und Drehbuchautorinnen vergeben, die einen einmonatigen Aufenthalt im Künstlerhaus Lukas in Ahrenshoop an der Ostseeküste beinhalten.

## Ehrenpreis des Filmkunstfests Mecklenburg-Vorpommern
Der Goldene Ochse (Anspielung auf das Landeswappen von Mecklenburg) ist der Ehrenpreis des FILMKUNSTFEST MV, vergeben für herausragende Beiträge zur nationalen Filmkultur. Bisherige Preisträger:
- 2002: Frank Beyer
- 2003: Mario Adorf
- 2004: Götz George
- 2005: Senta Berger und Michael Verhoeven
- 2006: Bruno Ganz
- 2007: Hannelore Elsner
- 2008: Klaus Maria Brandauer
- 2009: Michael Ballhaus
- 2010: Manfred Krug
- 2011: Katrin Sass
- 2012: Otto Sander
- 2013: Michael Gwisdek
- 2014: Hanna Schygulla
- 2015: Wolfgang Kohlhaase
- 2016: Christine Schorn
- 2017: Iris Berben
- 2018: Henry Hübchen
- 2019: Katharina Thalbach
- 2021: (verschoben von 2020) Ulrich Tukur
- 2022: Matthias Habich
- 2023: Corinna Harfouch
- 2024: Volker Schlöndorff
- 2025: Barbara Sukowa[3]

## Jurys
Spielfilmjury
- 2010: Michael Ballhaus, Wolfgang Kohlhaase, Christoph Hein, Helke Misselwitz, Hannelore Elsner
- 2011: Thomas Koebner, Linda Söffker, Franz Müller, Gerhard Midding, Jan Henrik Stahlberg
- 2012: Renate Krößner, Maria Schrader, Ulrich Matthes, Jan Schomburg, Rudolf Worschech
- 2013: Sheri Hagen, Sarah-Judith Mettke, Hinnerk Schönemann, Ludwig Trepte, Patrick Seyboth
- 2014: Maria Dragus, Michael Kind, Claudia Lenssen, Heide Schwochow, Björn Vosgerau, Jörg Höhne
- 2015: Ulrike Krumbiegel, Heike Makatsch, Peter Rommel, Hans-Christian Schmid, Rainer Simon
- 2016: Sabine Boss, Inka Friedrich, Christine Haupt, Wolfgang Kohlhaase, Julia Jäger
- 2017: Annett Renneberg, Heike Parplies, Wolfgang Winkler, Lutz Seiler, Christian Schwochow
- 2018: Mascha Schilinski, Monika Schindler, Marie-Lou Sellem, Victoria Trauttmansdorff, Dito Tsintsadze
- 2019: Anna Thalbach, Susanne Hopf, Wolfgang Fischer, Jutta Hoffmann, Hansjörg Weißbrich[4]
- 2021: Bernd Böhlich, Silke Buhr, Lana Cooper, Jörg Hauschild, Bernd Michael Lade
- 2022: Peter R. Adam, Lucia Chiarla, Florian Koerner von Gustorf, Gregor Sander, Franziska Troegner
- 2023: Dieter Kosslick, Rick Okon, Julia Richter
- 2024: Anne Ratte-Polle, Milan Peschel, Georg Maas
- 2025: Andreas Dresen, Henriette Confurius, Sebastian Urzendowsky

Dokumentarfilmjury
- 2014: Malou Berlin, Leopold Grün, Ralf Schenk
- 2015: Simon Baumann, Martin Blaney, Volker Koepp
- 2016: Tatiana Brandrup, Winfried Junge, Thomas Plenert
- 2017: Grit Lemke, Helke Misselwitz, Britta Wauer
- 2018: Voxi Bärenklau, Pepe Danquart, Luise Makarov
- 2019: Sophie Maintigneux, Marita Stocker, Arman T. Riahi
- 2021: Frank Amann, Christin Freitag, Thomas Heise
- 2022: Susanna Salonen, Judith Keil, Andreas Voigt
- 2023: Thomas Fürhapter, Annekatrin Hendel, Susanne Regina Meures
- 2024: Fabiana Fragale, Christoph Eder, Carsten Rau
- 2025: Lilith Kugler, Britt Beyer, Börres Weifenbach

Kurzfilmjury
- 2011: Stefan Kurt, Alice Dwyer, Jeanette Würl, Dirk Lütter, Ulrike Vahl
- 2012: Jule Böwe, Winfried Glatzeder, André Hennicke, Sven Taddicken, Christian Granderath
- 2013: Luisa Sappelt, Charly Hübner, Heinz Herrmanns, Wolfgang Winkler, Thorsten Merten
- 2014: Mo Asumang, Bettina Blümner, Jutta Wille
- 2015: Thomas Bartels, Philipp Döring, Stephanie Stremler
- 2016: Sung-Hyung Cho, Bernd-Günther Nahm, Karsten Wiese
- 2017: Odine Johne, Susanne Bormann, Alexander Lahl
- 2018: Juliane Ebner, Gisa Flake, Simon Ostermann
- 2019: Thelma Buabeng, Britta Strampe, Matthias Sahli
- 2021: Xaver Böhm, Hannah Dörr, Anatol Schuster
- 2022: Bernhard Conrad, Rolf Hellat, Clara Winter
- 2023: Sebastian Brauneis, Susann Maria Hempel, Jochen Kuhn
- 2024: Francy Fabritz, Maria Trigo Teixeira, Aleksey Lapin
- 2025: Sophia Moccorea, David Graudenz, Frédéric Schuld

Jury der deutschsprachigen Filmkritik in der FIPRESCI (Spielfilmwettbewerb)
- 2011: Irene Genhart, Frank-Burkhard Habel, Gunnar Landsgesell
- 2012: Beat Glur, Hans Christian Leitich, Ingrid Beerbaum
- 2013: Sonia Lazslo, Wilfried Hippen, Rolf Breiner
- 2014: Carola Fischer, Erika Richter, Thomas Taborsky
- 2015: Rolf-Ruediger Hamacher, Christine Deriaz, Achim Hättich
- 2016: Reinhard Kleber, Hans Christian Leitich, Georges Wyrsch
- 2017: Peter Holdener, Sabina Zeithammer, Andreas Wirwalski
- 2018: Dinara Maglakelidze, Frank-Burkhard Habel, Marian Wilhelm
- 2019: Teresa Vena, Susanne Gottlieb, Radovan Holub[4]
- 2021: Barbara Gasser, Frank-Burkhard Habel, Peter Holdener
- 2022: Beat Glur, Marc Hairapetian, Maximilian Schäffer
- 2023: Rolf Breiner, Bettina Hirsch, Sandy Kolbuch
- 2024: Kira Taszman, Geri Krebs, Wilfried Hippen
- 2025: Sarah Stutte, Hadwiga Fertsch-Röver, Roman Scheiber

## Spielfilmwettbewerb
Im Spielfilmwettbewerb treten zehn Produktionen aus Deutschland, Österreich und der Schweiz um den Hauptpreis Fliegender Ochse und sieben weitere Auszeichnungen an. Verliehen werden die Preise:

### Hauptpreis „Der Fliegende Ochse“
Der Fliegende Ochse ist der Hauptpreis beim Spielfilmwettbewerb des FILMKUNSTFEST MV. Er wurde bis 2016 vom Ministerium für Bildung, Wissenschaft und Kultur, Mecklenburg-Vorpommern gestiftet. Seit 2017 wird der Preis durch die Staatskanzlei Mecklenburg-Vorpommern gestiftet. Seit 2012 ist die Auszeichnung mit 10.000 Euro dotiert.
Der Spielfilmwettbewerb mit aktuellen Produktionen aus Deutschland, Österreich und der Schweiz steht gemeinsam mit den Wettbewerben für Dokumentarfilme und Kurzfilme im Zentrum des Festivals.
Preisträger seit 1997:
- 1997: Helke Misselwitz für Engelchen
- 1998: Andreas Dresen für Raus aus der Haut
- 1999: Andreas Dresen für Nachtgestalten
- 2000: Franziska Buch für Verschwinde von hier
- 2001: Esther Gronenborn für 99 Euro Balkan Rhapsody
- 2002: Ulrich Köhler für Bungalow
- 2003: Anne Wild für Mein erstes Wunder
- 2004: Michael Sturminger für Hurensohn
- 2005: Esther Gronenborn für Adil geht
- 2006: Benjamin Heisenberg für Schläfer
- 2007: Barbara Albert für Fallen
- 2008: Götz Spielmann für Revanche
- 2009: Arash T. Riahi für Ein Augenblick Freiheit
- 2010: Franz Müller für Die Liebe der Kinder
- 2011: Jan Schomburg für Über uns das All
- 2012: Hans-Christian Schmid für Was bleibt
- 2013: Friederike Jehn für Draussen ist Sommer
- 2014: Umut Dağ für Risse im Beton
- 2015: Sabine Boss für Der Goalie bin ig
- 2016: Barbara Eder für Thank You for Bombing
- 2017: Mascha Schilinski für Die Tochter
- 2018: Wolfgang Fischer für Styx
- 2019: Nora Fingscheidt für Systemsprenger[5]
- 2021: David Clay Diaz für Me, We[6]
- 2022: Kurdwin Ayub für Sonne
- 2023: Chris Raiber für Sterne unter der Stadt[7]
- 2024: Andreas Dresen für In Liebe, Eure Hilde[8]
- 2025: Lauro Cress für Ungeduld des Herzens[9]

### NDR-Regiepreis
Gestiftet vom Norddeutschen Rundfunk. Preisträger seit 2007:
- 2007: Oliver Rihs für Schwarze Schafe
- 2008: Stefan Jäger für Hello Goodbye
- 2009: Arash T. Riahi für Ein Augenblick Freiheit
- 2010: Jasmila Žbanić für Zwischen uns das Paradies (Na Putu)
- 2011: Christine Repond für Silberwald
- 2012: Sarah-Judith Mettke für Transpapa
- 2013: Stephan Lacant für Freier Fall
- 2014: Men Lareida für Viktoria – A Tale of Grace and Greed
- 2015: Karim Patwa für Driften
- 2016: Anne Zohra Berrached für 24 Wochen
- 2017: Adrian Goiginger für Die beste aller Welten
- 2018: Milko Lasarow für Nanouk
- 2019: Marie Kreutzer für Der Boden unter den Füßen[5]
- 2021: Florian Dietrich für Toubab
- 2022: Emily Atef für Mehr denn je
- 2023: Helmut Köpping und Michael Ostrowski für Der Onkel – The Hawk; und zu gleichen Teilen Max Gleschinski für Alaska
- 2024: Julia von Heinz für Treasure – Familie ist ein fremdes Land und Elisabeth Scharang für Wald[10]
- 2025: Pia Hierzegger für Altweibersommer[11]

### Nachwuchsförderpreis
Gestiftet von der DEFA-Stiftung. Preisträger seit 2007:
- 2007: Ann-Kristin Reyels für Jagdhunde
- 2008: Brigitte Maria Bertele für Nacht vor Augen
- 2009: Almut Getto für Ganz nah bei Dir
- 2010: Dietrich Brüggemann für Renn, wenn du kannst
- 2011: Andreas Kannengießer für Vergiss dein Ende
- 2012: Wurde im Dokumentarfilmwettbewerb vergeben
- 2013: Aron Lehmann für Kohlhaas oder die Verhältnismäßigkeit der Mittel
- 2014: Anna Hofmann für Poka – heißt Tschüss auf Russisch
- 2015: Andreas Pieper für Nachspielzeit
- 2016: Carl Gerber, Anne Zohra Berrached für das Drehbuch von 24 Wochen
- 2017: Mia Spengler für Back for Good
- 2018: Julian Pörksen für Whatever Happens Next
- 2019: Nora Fingscheidt für Systemsprenger
- 2021: Beniamino Brogi, Sandro di Stefano, Ralf Noack für Primavera Duemilaventi – Frühling 2020
- 2022: Sophie Linnenbaum für The Ordinaries
- 2023: Clara Stern für Breaking the Ice
- 2024: Soleen Yusef für Sieger sein
- 2025: Benjamin Kramme für Ich sterbe. Kommst du?

### Publikumspreis Spielfilm
Gestiftet von der Schweriner Volkszeitung (SVZ). Preisträger seit 2007:
- 2007: Bernd Böhlich für Du bist nicht allein
- 2008: Christian Schwochow für Novemberkind
- 2009: Andreas Kleinert für Haus und Kind
- 2010: Damir Lukačević für Transfer
- 2011: Anna Justice für Die verlorene Zeit
- 2012: Bernd Böhlich für Bis zum Horizont, dann links!
- 2013: Bettina Blümner für Scherbenpark
- 2014: Edward Berger für Jack
- 2015: Kerstin Ahlrichs für Taxi
- 2016: Anne Zohra Berrached für 24 Wochen
- 2017: Adrian Goiginger für Die beste aller Welten
- 2018: Wolfgang Fischer für Styx
- 2019: Sherry Hormann für Nur eine Frau[5]
- 2021: Florian Dietrich für Toubab
- 2022: Michael Steiner für Und morgen seid ihr tot
- 2023: German Kral für Adiós Buenos Aires[12]
- 2024: Julia von Heinz für Treasure – Familie ist ein fremdes Land
- 2025: Benjamin Kramme für Ich sterbe. Kommst du?

### Preis für die beste darstellerische Leistung
Vergeben von 2012 bis 2015 (damals gestiftet von Sky Deutschland), und wieder seit 2021 (gestiftet von LOTTO MV):
- 2012: Devid Striesow und Luisa Sappelt in Transpapa
- 2013: Lina Wendel in Silvi
- 2014: Murathan Muslu in Risse im Beton
- 2015: Alice Dwyer in Ma Folie
- 2021: Farba Dieng und Julius Nitschkoff in Toubab
- 2022: Vicky Krieps in Mehr denn je
- 2023: Verena Altenberger in Sterne unter der Stadt
- 2024: Liv Lisa Fries in In Liebe, Eure Hilde, lobende Erwähnung: Gerti Drassl in Wald
- 2025: Bettina Stucky in Bagger Drama

### Nachwuchsdarstellerpreis
Gestiftet von den Stadtwerken-Schwerin. Vergeben seit 2008:
- 2008: Anna Maria Mühe in Novemberkind
- 2009: Ludwig Trepte in Ein Teil von mir
- 2010: Jacob Matschenz in Bis aufs Blut – Brüder auf Bewährung
- 2011: Jasna Fritzi Bauer in Ein Tick anders
- 2012: Alina Levshin in Kriegerin
- 2013: Maria Dragus in Draussen ist Sommer
- 2014: Odine Johne in Nordland
- 2015: Jana McKinnon in Beautiful Girl
- 2016: Hussein Eliraqui in Meteorstraße
- 2017: Kim Riedle in Back for Good
- 2018: Mala Emde und Anton Spieker in 303
- 2019: Valerie Pachner in Der Boden unter den Füßen[5]
- 2021: Luna Wedler in Je suis Karl
- 2022: Melina Benli in Sonne
- 2023: Mareike Beykirch in Schlamassel
- 2024: Johannes Hegemann in In Liebe, Eure Hilde
- 2025: Ladina von Frisching und Giulio Brizzi für Ungeduld des Herzens

### Preis der Jury der deutschsprachigen Filmkritik in der FIPRESCI
Vergeben seit 2011:
- 2011: Dirk Lütter für Die Ausbildung
- 2012: Sarah-Judith Mettke für Transpapa
- 2013: Bettina Blümner für Scherbenpark
- 2014: Ester Amrami für Anderswo
- 2015: Štepán Altrichter für Schmitke
- 2016: Barbara Eder für Thank You for Bombing
- 2017: Mia Spengler für Back for Good
- 2018: Thomas Stuber für In den Gängen
- 2019: Nora Fingscheidt für Systemsprenger
- 2021: Beniamino Brogi, Sandro di Stefano, Ralf Noack für Primavera Duemilaventi – Frühling 2020
- 2022: Emily Atef für Mehr denn je
- 2023: Leon Schwitter für Réduit
- 2024: Thomas Arslan für Verbrannte Erde
- 2025: Mehmet Akif Büyükatalay für Hysteria

### Preise des Spielfilmwettbewerbs, die nicht mehr vergeben werden
Findlingspreis
Von 1991 bis 2013 wurde der „Findling“ – Preis des Landesverbandes Filmkommunikation e. V. des Landes Mecklenburg-Vorpommern auf dem Festival vergeben. Er beinhaltete u. a. eine Tournee des Films durch die Arthaus-Kinos und Filmklubs Mecklenburg-Vorpommerns. Preisträger waren:
- 1998: Jan Ralske für Not a Lovesong
- 1999: Eoin Moore für Plus Minus Null
- 2000: Marcus Lauterbach für Verzweiflung
- 2001: Stefan Jäger für Birthday
- 2002: Karsten Laske für Hundsköpfe
- 2003: Hans-Christian Schmid für Lichter
- 2004: Till Endemann für Mondlandung
- 2005: Christian Petzold für Gespenster
- 2006: Kirsi Marie Liimatainen für Sonja
- 2007: Jan Peters für Wie ich ein freier Reisebegleiter wurde
- 2008: Jan Zabeil für Was weiß der Tropfen davon
- 2009: Volker Schlecht für Germania Wurst
- 2010: Olga Petrova für Marivanna
- 2011: Florian Borkamp für Der Stift und sein Sheriff
- 2012: Liv Scharbatke und Jörg Rambaum für Olgastraße 18
- 2013: Dietrich Brüggemann für One Shot

Preis für die beste Musik- und Tongestaltung
Vergeben von 2009 bis 2021. Stifter war das Studio Mitte, Berlin.
- 2009: Jan Henrik Stahlberg und Marcus Mittermeier für Short Cut to Hollywood
- 2010: Reinhold Heil und das Tonstudio DIE BASISberlin für Bis aufs Blut – Brüder auf Bewährung, Regisseur: Oliver Kienle
- 2011: Benno Belke für Mein Prinz. Mein König., Regisseur: Ciril Braem Tscheligi
- 2012: Wie man leben soll von David Schalko
- 2013: nicht vergeben
- 2014: Cornelius Schwehr für Zeit der Kannibalen
- 2015: Christoph de la Chevallerie, Katharina Grischkowski (Tondesign) & Johannes Repka (Musik) für Schmitke
- 2016: Tobias Nölle (Regie), Tom Huber, Beat Jegen (Musik) und Peter Bräker (Sounddesign) für Aloys
- 2017: Mascha Schilinski (Regie) für Die Tochter
- 2018: Uwe Dresch und Andre Zimmermann (Sounddesign) und Tobias Fleig (Kinomischung) für Styx
- 2019: Dominik Leube und Oscar Stiebitz (Sounddesign), Corinna Zink und Jonathan Schorr (Ton) sowie John Gürtler (Musik) für Systemsprenger[5]
- 2021: Tom Hodge & Floex (Musik), Max Rieger (Songs), Rainer Hesch, Martin Jílek, Tobias Fleig und Jan Šulcek (Ton)[13] für Je suis Karl

CineStar
Wurde von 2008 bis 2013 vergeben. Stifter war die CineStar-Gruppe/Greater Union GmbH & Co. KG.
- 2008: Bernd Böhlich für Der Mond und andere Liebhaber
- 2009: Almut Getto für Ganz nah bei Dir
- 2010: Dietrich Brüggemann für Renn, wenn du kannst
- 2011: Marc Bauder für Das System – Alles verstehen heißt alles verzeihen
- 2012: Bernd Böhlich für Bis zum Horizont, dann links!
- 2013: Bettina Blümner für Scherbenpark

Drehbuchpreis
Nur 2009 vergeben; Stifter war der Weinhandel Höglinger.
- 2009: Wolfgang Kohlhaase für Haus und Kind

## Dokumentarfilmwettbewerb

### Hauptpreis
Gestiftet von der Sparkasse Mecklenburg-Schwerin, erstmals 2014 vergeben:
- 2014: Simon Baumann für Zum Beispiel Suberg
- 2015: Tatiana Brandrup für Cinema: A Public Affair
- 2016: Stefan Eberlein für Parchim International, und zu gleichen Teilen Sung-Hyung Cho für Meine Brüder und Schwestern im Norden
- 2017: Luise Makarov für Liebes Ich
- 2018: Marita Stocker für Farewell Yellow Sea
- 2019: Christin Freitag für Let the Bell Ring
- 2021: Salomé Jashi für Taming the Garden
- 2022: Thomas Fürhapter für Zusammenleben
- 2023: Fabiana Fragale, Kilian Kuhlendahl und Jens Mühlhoff für Vergiss Meyn nicht
- 2024: Lilith Kugler für Hausnummer Null
- 2025: Arjun Talwar für Briefe aus der Wilcza und Alina Cyranek für Fassaden

### Preis für die beste Bildgestaltung im Dokumentarfilmwettbewerb
Gestiftet von der Sparkasse Mecklenburg-Schwerin, erstmals 2018 vergeben:
- 2018: Talal Khoury für Taste of Cement – Der Geschmack von Zement (Regie: Ziad Kalthoum)
- 2019: Daniel Samer für Congo Calling
- 2021: Hubert Sauper für Epicentro
- 2022: Tina Tripp für Zwischensaison
- 2023: Steffen Meyn (posthum) für Vergiss Meyn nicht
- 2024: Stephan M. Vogt für Hausnummer Null
- 2025: Arjun Talwar für Briefe aus Wilcza

### Nachwuchsförderpreis
Gestiftet von der DEFA-Stiftung. Bisher nur 2012 im Dokumentarfilmwettbewerb vergeben:
- 2012: Marten Persiel für This Ain’t California

### Preise des Dokumentarfilmwettbewerbs, die nicht mehr vergeben werden
Publikumspreis Dokumentarfilmwettbewerb
Vergeben von 2009 bis 2013. Stifter war die RPV Regionalpaket Vertriebsgesellschaft mbH, :
- 2009: Britta Wauer für Gerdas Schweigen
- 2010: Meike Materne für Katharina Joachim – genannt Thalbach
- 2011: Dieter Schumann für Wadans Welt
- 2012: Andreas Dresen für Herr Wichmann aus der dritten Reihe
- 2013: Malou Berlin für Nach dem Brand

## Kurzfilmwettbewerb
Im Kurzfilmwettbewerb konkurrieren seit 2014 zwanzig Filme (davor: zehn) aus dem deutschsprachigen Raum:

### Hauptpreis der Landeshauptstadt Schwerin
- 2007: Michael Dreher für Fair Trade
- 2008: Susann Schimk für Begegnung
- 2009: Andrzej Król für Birthday
- 2010: Bernadette Knoller für Mein Mallorca
- 2011: Eva Becker für n gschichtn
- 2012: Leonie Krippendorff für Streuner, und zu gleichen Teilen Liv Scharbatke und Jörg Rambaum für Olgastraße 18 (Preis geteilt)
- 2013: Barbara Marheineke für Grünes Gold
- 2014: Philipp Döring für Kann ja noch kommen
- 2015: Karsten Wiesel für Hochbrücke Brunsbüttel, und zu gleichen Teilen Christophe Saber für Discipline
- 2016: Volker Schlecht und Alexander Lahl für Kaputt
- 2017: Sophie Linnenbaum für PIX
- 2018: Matthias Sahli für Intervention in einer Bank
- 2019: Hannah Dörr für Midas oder Die schwarze Leinwand
- 2021: Rolf Hellat für Dirt Devil 550 XS
- 2022: Susann Maria Hempel für Hüter des Unrats
- 2023: Aleksey Lapin für Coming Soon, und zu gleichen Teilen Mike Plitt und Falk Schuster für Biegen und Brechen
- 2024: David Graudenz für Herrschaft
- 2025: Victor Orozco Ramirez für Saarvocado

### Preise des Kurzfilmwettbewerbs, die nicht mehr vergeben werden
Preis für die beste Bildgestaltung im Kurzfilmwettbewerb
Vergeben von 2010 bis 2012 durch Artia Nova Film:
- 2010: Jakob Süß für Faustschlag, Regisseur: Malte Ollroge
- 2011: Falko Lachmund für Rausch, Regisseurin: Verena Jahnke
- 2012: Alexander Griesser für Kursdorf, Regisseur: Michael Schwarz

## Kinder- und Jugendfilm-Reihe

### Der Leo
Vergeben durch eine Kinder- und Jugendjury, 2013 gestiftet von der Sparkasse Mecklenburg-Schwerin, 2015–2018 gestiftet vom Bundesministerium für Familie, Senioren, Frauen und Jugend und seit 2019 von der Stadt Schwerin/Oberbürgermeister (dotiert mit 2.500 €):
- 2013: Puppe von Sebastian Kutzli
- 2015: About a Girl von Mark Monheim
- 2016: Offline – Das Leben ist kein Bonuslevel von Florian Schnell
- 2017: Maikäfer flieg von Mirjam Unger
- 2018: LOMO - The Language of Many Others von Julia Langhof
- 2019: Cleo von Erik Schmitt
- 2021: Ein bisschen bleiben wir noch von Arash T. Riahi
- 2022: Nachbarn von Mano Khalil
- 2023: L’Amour du monde – Sehnsucht nach der Welt von Jenna Hasse
- 2024: Rivière von Hugues Hariche
- 2025: Grüße vom Mars von Sarah Winkenstette
  - Lobende Erwähnung für Paternal Leave von Alissa Jung

## Weitere Preise außerhalb der Filmreihen

### Film Residence Mecklenburg-Vorpommern – Stipendium für Drehbuch
Vergeben seit 2010 als Stipendium in Kooperation mit dem Künstlerhaus Lukas, Ahrenshoop. Seit 2017 wird ein Ehrengaststipendium und ein Förderstipendium vergeben. Das Stipendium umfasst einen einmonatigen Aufenthalt im Künstlerhaus Lukas und ein Stipendiengeld von 1.200 EUR, bis 2023 1.000 EUR.
- 2010: Ulrike Vahl
- 2011: Sven Taddicken
- 2012: Stefan Stabenow
- 2013: Alexandra Schmidt
- 2015: Jochen Alexander Freydank
- 2016 Kerstin Ahlrichs

#### Ehrengaststipendium
- 2017: Stefan Kolditz
- 2018: Heide Schwochow
- 2019: Annekatrin Hendel
- 2020: Chris Kraus
- 2021: Laila Stieler
- 2022: Thomas Wendrich
- 2023: Lutz Pehnert
- 2024: Cooky Ziesche
- 2025: Oliver Ziegenbalg

#### Förderstipendium
- 2017: Sebastian Bleyl und Jonas Rothlaender
- 2018: Tereza Kotyk
- 2019: Elke Rössler
- 2020: Carl Gerber
- 2021: Silvia Wolkan
- 2022: Julia Keller
- 2023: Jannis Alexander Kiefer
- 2024: Lucas Thiem
- 2025: Seraina Nyikos und Christoph Eder

### WIR-Vielfaltspreis
Vergeben seit 2012 in Kooperation mit der Initiative „Wir. Erfolg braucht Vielfalt“. Der Preis ist mit 1.000 Euro dotiert und zeichnet künstlerische Filmproduktionen aus, die sich kontrovers mit Vielfalt, Teilhabe und gesellschaftspolitischen Themen auseinandersetzen.
- 2012: David Wnendt für Kriegerin
- 2013: Malou Berlin für Nach dem Brand
- 2014: Mo Asumang für Die Arier
- 2015: Burhan Qurbani für Wir sind jung. Wir sind stark.
- 2016: Britta Wauer für Rabbi Wolff
- 2017: Kathleen Raschke-Maas und Jörg Mehrwald für Ela singt
- 2018: Johanna Huth und Julia Gechter für Nach Parchim
- 2019: Dirk Lienig, Dirk Heth und Olaf Winkler für Wenn wir erst tanzen
- 2021: nicht vergeben
- 2022: Mark Sternkiker für Schnittstelle
- 2023: David Schultes für Schiller
- 2024: Paul Raatz für Unendlicher Raum
- 2025: Loraine Blumenthal für Im Osten was Neues

## Weitere Filmreihen
In der Reihe Hommage wird der Ehrenpreisträger mit einem Querschnitt seines filmischen Schaffens vorgestellt.
Das NDR-Special zeigt neueste Produktionen des Medienpartners als Preview.
In der Reihe Gedreht in MV werden aktuelle Filmproduktionen gezeigt, die in Mecklenburg-Vorpommern gedreht wurden.
Die jungen Wilden war 2012 eine Reihe, in der unkonventionelle deutschsprachige Produktionen junger Regisseure gezeigt wurden.
Seit 1996 gibt es ein (meist europäisches) Gastland, von dem aktuelle Spiel-, Dokumentar- und Kurzfilme sowie Klassiker präsentiert werden. Folgende Länder waren bisher Gastland:
- 1996: Großbritannien
- 1997: Spanien
- 1998: Skandinavien
- 1999: Niederlande
- 2000: Frankreich
- 2001: Italien
- 2002: Polen
- 2003: Ungarn
- 2004: Island
- 2005: Schweiz
- 2006: Portugal
- 2007: Norwegen
- 2008: Österreich
- 2009: USA
- 2010: Deutschland
- 2011: Israel
- 2012: Russland
- 2013: Großbritannien
- 2014: Türkei
- 2015: Frankreich
- 2016: Belgien
- 2017: Dänemark
- 2018: Georgien
- 2019: Irland
- 2021: Finnland
- 2022: Rumänien
- 2023: Norwegen
- 2024: Spanien
- 2025: Indien

## Kurzfilmnacht
Auf der traditionellen Kurzfilmnacht, die bisher im soziokulturellen Zentrum Speicher stattfand, wird unmittelbar nach der Präsentation über die beliebtesten Filmbeiträge des Abends entschieden. Der Publikumspreis wurde von 2007 bis 2016 „Golden Moon“ genannt. Inzwischen werden die jeweils drei bestplatzierten Kurzfilme auf den Urkunden mit der Bezeichnung „Erster, Zweiter und Dritter Platz“ gewürdigt.
- 1993: Thomas Struck für Der kleine Furz
- 1994: Rainer Matsutani für Klinik des Grauens
- 1995: Uli Gaulke für Irgendwo in Deutschland
- 1996: Katarina Peters für Mascha und Gelb
- 1997: Janek Rieke für Jenseits von Schweden
- 1998: Manuel und Marian Piper für Luft und Liebe
- 1999: Dylan De Jong für Johnny
- 2000: Wim Wenders für Alabama: 2000 Light Years
- 2001: Guenter Schulz für Face It
- 2002: Virgil Vildrich für Copy Shop
- 2003: Zoltan Blank für Erinnerungen – Der Rabe im Käfig
- 2004: Henning Hesse für Rosenreigen
- 2005: Karl Heinz Lotz für Banküberfall (Arbeitstitel)
- 2006: Martin Molter für Bier | Bernd Scharfenberg für Satisfaction – Entnazifizierung durch Blues
- 2007: Thomas Pönitz für Afrika
- 2008: Marina Hartfelder für Das Spiel des Wahnsinns
- 2009: Frauke Thielecke für Abendlied
- 2010: Verena Fels für mobile
- 2011: Holger Löwe für Regeln der Filmkunst
- 2012: Christian Ricken für Schwitzkasten
- 2013: Sascha Quade für Meyer
- 2014: Johannes Kürschner, Franz Müller für Simply Clever
- 2015: Matthew VanDyke für Not Anymore: A Story of Revolution
- 2016: Marco Gadge für Er und Sie
- 2017: Tomer Eshed für Our Wonderful Nature - The Common Chameleon
- 2018: Marco Gadge für Irgendwer
- 2019: Jannick Seeber für Meinungsverschiedenheiten
- 2020: Anna Zhukovets für Im Glashaus
- 2021: Simon Schares für Die Verwaltung des Internets
- 2022: Jürgen Heimüller für Better Half
- 2023: Tamara Denić für Get Home Safe
- 2024: Omid Mirnour für Korruption auf Erden
- 2025 Seraina Nyikos für Tunnels

## Forum der Künste
Das Forum der Künste (zeitweise auch Werkstatt der Künste), das meistens mit der jeweiligen Länderreihe korrespondiert, spielt mit Ausstellungen, Lesungen, Theater und Konzerten auf die Querverbindungen des Films mit den anderen Künsten an, die schon seit der Festivalgründung angestrebt wurde. Seit einigen Jahren werden diese Zusatzangebote aber nicht mehr Forum genannt, sondern Sonderveranstaltungen.

## Festivalzeitung
filmab! war ein Projekt des Jugendmedienverbandes Mecklenburg-Vorpommern e. V. Die Begleitzeitschrift zum FILMKUNSTFEST MV wurde bis einschließlich 2018 während des Festivals als eigenständiges Projekt täglich von einer Gruppe junge Medienmacher erstellt und auf dem Festival ausgeteilt.

## Künstlerische Leitung des Filmfestivals
- 1991: Dieter Schumann
- 1991–1993, 1998: Ulrich Kavka (Leitung Forum der Künste)
- 1992–April 2010: Hasso Hartmann
- April–Dezember 2010: Saskia Walker und Stefan Fichtner
- 2011–Mai 2012: Stefan Fichtner
- Juni 2012–2013: Oliver Hübner
- seit 2014: Volker Kufahl